# Kotapounga
Kotopounga est l'un des neuf arrondissements de la commune de Natitingou dans le département de l'Atacora au Bénin.

## Géographie

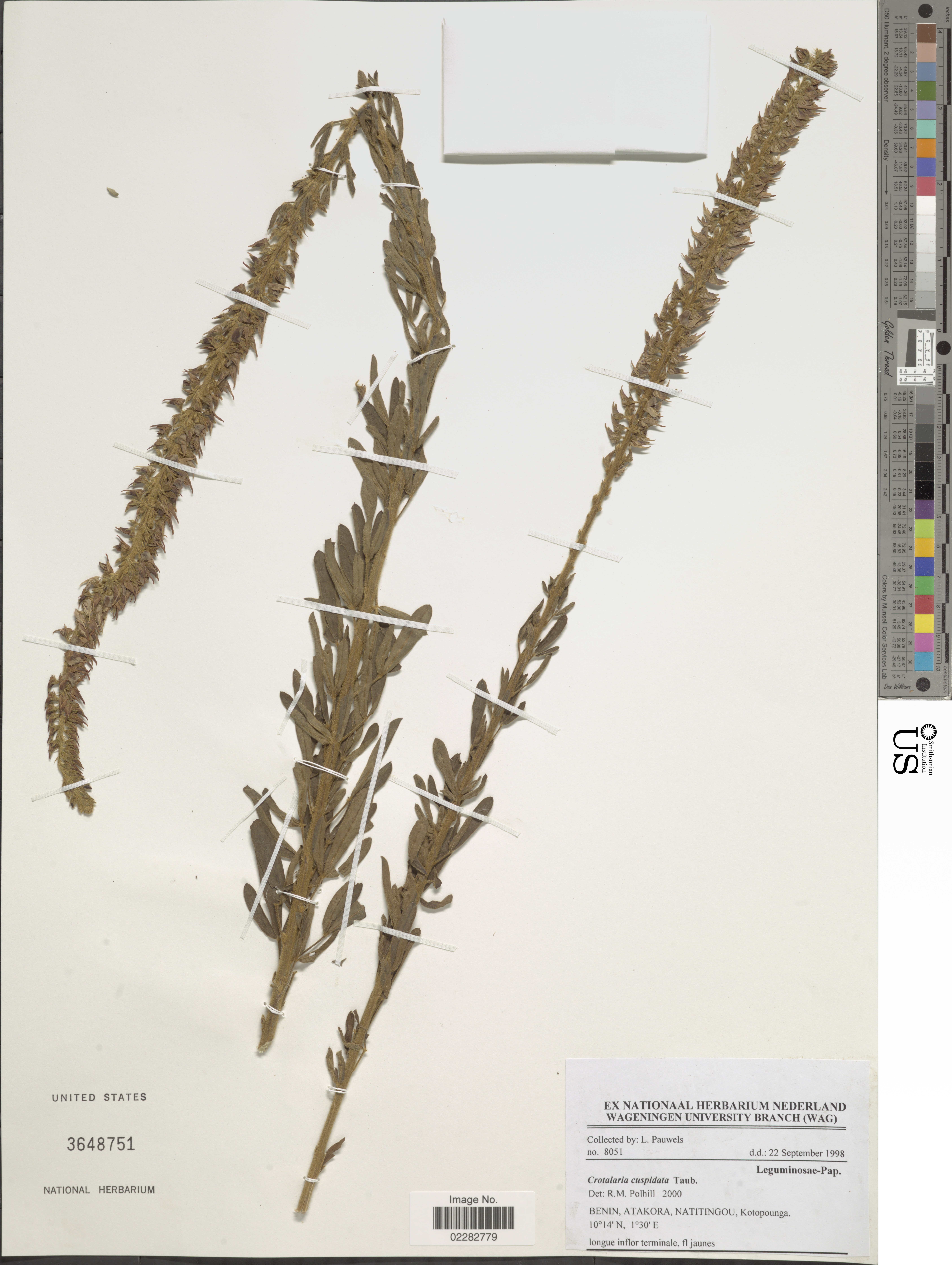
Crotalaria cuspidata récolté à Kotopounga.

L'arrondissement de Kotopounga est situé au nord-ouest du Bénin et compte 14 villages que sont Bagre-tamou, Dokonde,Fayouré,Kampouya, Kota-monongou, Kotopounga, Onsikoto, Pouya, Souroukou, Tampédèma,Tchantangou, Wêtipounga, Yakpangou-tingou et Yarikou.

## Démographie
Selon le recensement de la population de 2013 conduit par l'Institut national de la statistique et de l'analyse économique (INSAE), Kotapounga compte 17420 habitants  .

## Galerie de photos

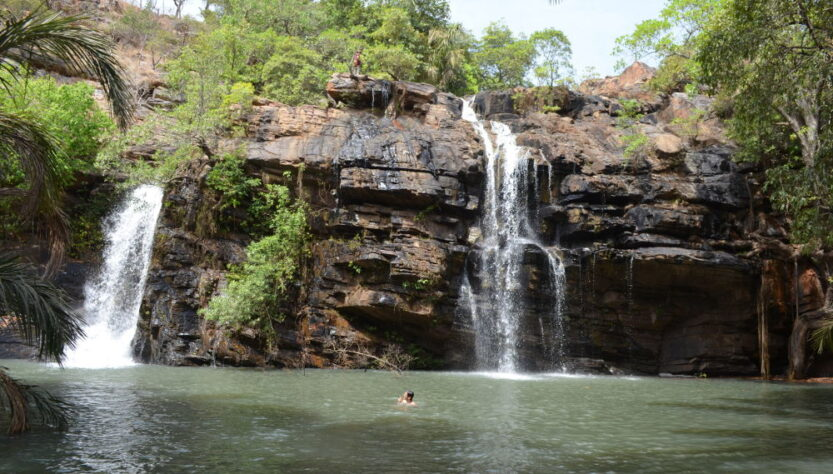
Chute de Kota
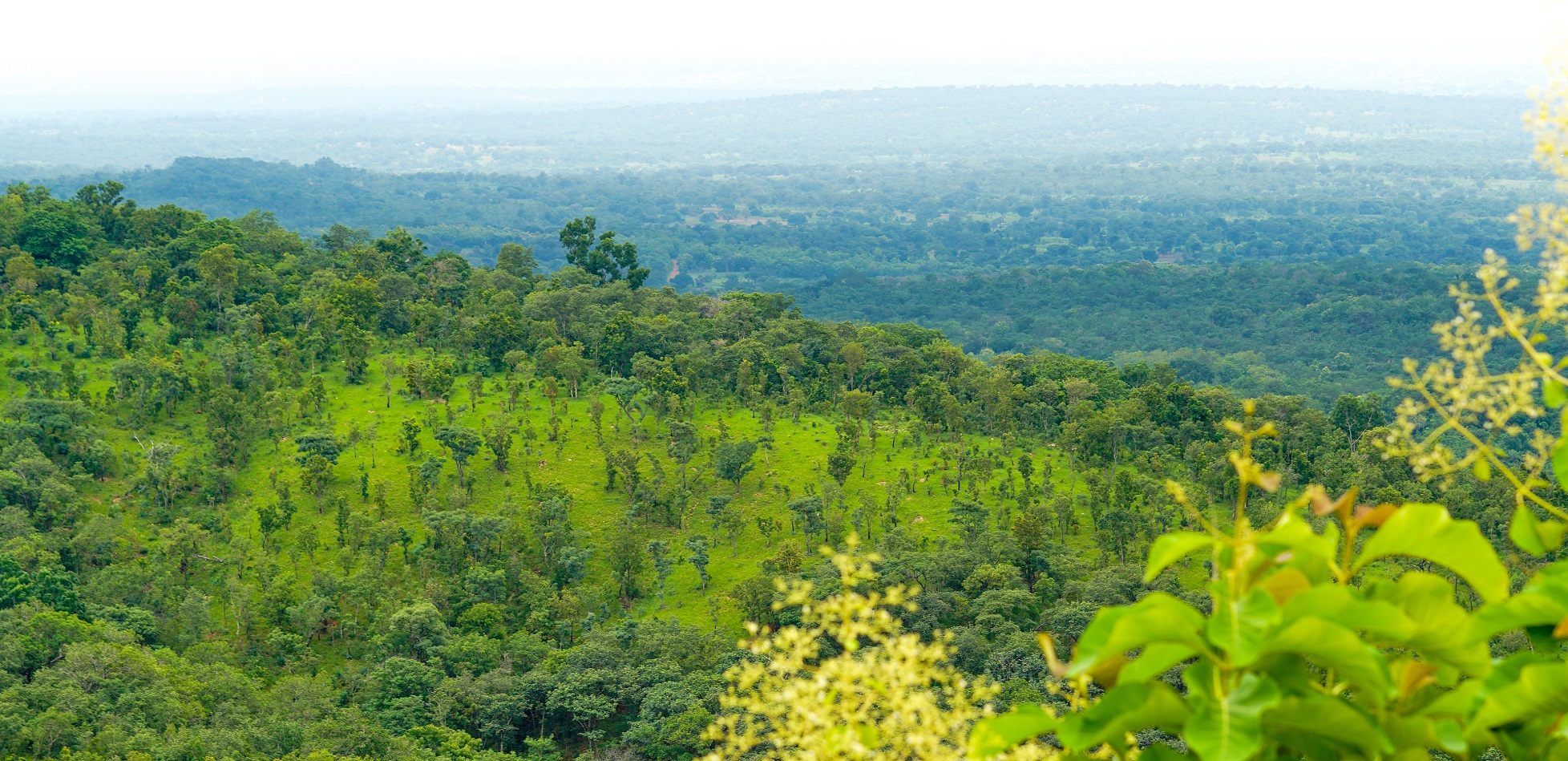
Vue panoramique de la chaîne de Atacora
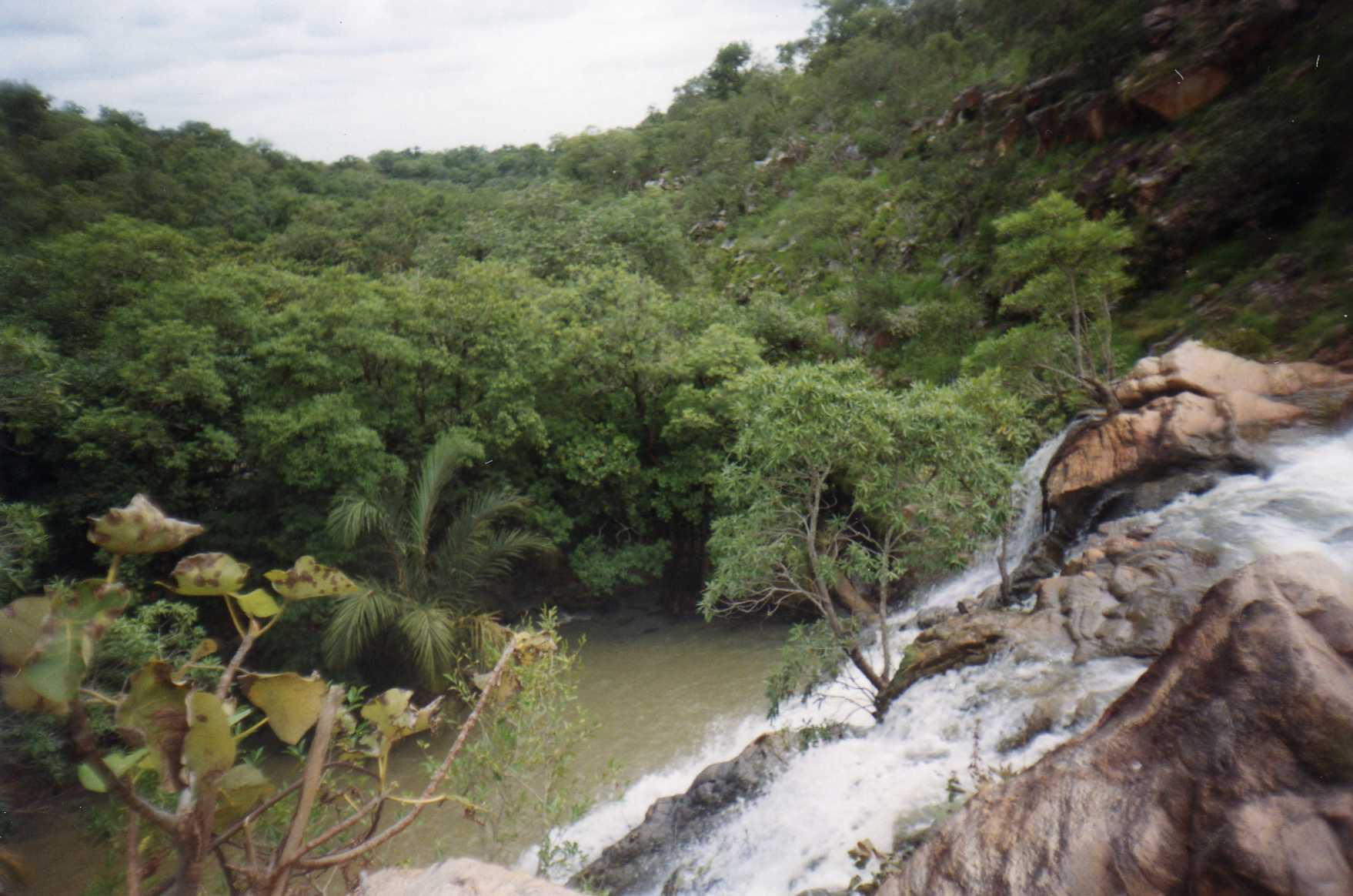
Cascade de Kota